# Abu Ubajda al-Dżarrah
Abu Ubajda al-Dżarrah (arab. أبو عبيدة الجراح) – wieś w Syrii, w muhafazie Hama. W 2004 roku liczyła 745 mieszkańców.